# 飛び出し拍手
飛び出し拍手（とびだしはくしゅ）とは、クラシック音楽の演奏会などで、曲がまだ終わっていないのにうっかり終わったものと勘違いして拍手をしたり、静かに終わる音楽作品において、演奏終了後の静寂と余韻を味わうべきタイミングで拍手をすることである。
これが起こると、他の大勢の客が余韻を楽しむのを妨げ、それまでの演奏によって作られた雰囲気を壊し、尚且つ演奏者も気分を削がれるためマナー違反とされる。特に名演奏だった場合には音楽雑誌などでも記事となることがある。類似の行為として「フライングブラボー」があり、これは同様に曲が終わっていない、または終わった直後に「ブラボー」の掛け声を上げることである。
対策として、演奏会の主催者により「拍手は指揮者が手をおろしてから」という告知が事前になされることもある。
一方で、プッチーニなどのイタリア・オペラにおいては、オーケストラが演奏中であってもアリアの歌い終わりで「ブラーヴォ」の歓声や拍手が起きることがしばしばあり、これは必ずしもマナー違反とはされない。
バレエにおいても、オーケストラが演奏中にもかかわらず拍手が起きるのは通例である。